# Parc national de Nattai
Nattai est un parc national situé en Nouvelle-Galles du Sud en Australie à 150 km au sud-ouest de Sydney. Il fait partie de la région des montagnes Bleues classée dans la liste du patrimoine mondial de l'UNESCO en 2000. Il comprend principalement la vallée de la rivière Nattai qui est entourée par des falaises de grès spectaculaires. Le parc est couvert de forêts sclérophylles sèches (essentiellement d'eucalyptus) et les feux de forêt y sont assez fréquents. C'est en grande partie une zone de nature sauvage intacte.
Le parc jouxte le parc national Kanangra-Boyd qui se trouve au nord. Le lac Burragorang (qui sert à l'approvisionnement en eau de Sydney) a également sa limite du côté nord du parc et il est entouré d'une zone de 3 kilomètres dans laquelle l'entrée est interdite.
Le parc reçoit très peu de visiteurs car il n'a pratiquement pas d'installations et est assez éloigné malgré sa proximité à Sydney.

## Randonnée
Le parc a plusieurs sentiers de randonnées qui valent la peine de les faire mais il est dans une région éloignée et très sèche. Le camping est autorisé partout en dehors de la zone d'exclusion du lac Burragorang mais la destruction des plantes n'est pas autorisée donc choisissez bien votre emplacement de camping et utilisez des tentes ayant peu d'emprises sur le sol. Au centre d'information des visiteurs de Mittagong, tentez d'obtenir une copie d'un exemplaire d'un livre à couverture jaune qui examine en profondeur les promenades dans le parc, il rend des services inestimables. Le livre a été publié en 1998, mais il faut espérer qu'il est encore disponible, c'est une excellente référence pour cette région peu connue et isolée.

## Quand y aller
En été, il peut faire extrêmement chaud le long des routes coupe-feu et sur les sites de campement pour pouvoir pénétrer à l'intérieur d'une tente jusqu'à très tard le soir.

## Dangers et désagréments
- L'eau est très rare à distance de la rivière Nattai et de ses affluents. Veillez à en apporter suffisamment.
- La zone est assez désertique et peu de personnes y circulent, alors assurez-vous que vos plans sont laissés à une personne responsable et pensez à prendre une radiobalise de localisation des sinistres (RLS). Les téléphones mobiles peuvent être utilisés sur les parties les plus élevées du plateau entourant la vallée, mais ne fonctionneront pas dans la vallée.
- Assurez-vous que vos compétences de circulation sont adéquates pour trouver votre route correctement, car les incendies dans le parc effacent souvent les traces, ce qui rend la recherche d'une piste presque impossible (même si cela signifie aussi que la marche est beaucoup plus facile).
- Méfiez-vous des serpents, en particulier ceux qui se chauffent au soleil sur les routes coupe-feu, les sentiers et à proximité des ruisseaux - ils ne se déplacent pas loin quand vous vous approchez et peuvent finir par devenir dangereux à l'approche d'une personne. Les serpents à collier rouge sont les plus couramment observés. Assurez-vous que vous portez un bandeau antiserpents et sachez comment l'utiliser.
- Traitez toute eau prélevée dans les rivières et ruisseaux - il y a des villes (par exemple Mittagong) en amont, de sorte qu'il peut y avoir des Giardias dans l'eau.
- Soyez conscient que quand il y a eu des précipitations importantes, il y a beaucoup de plantes épineuses et d'orties près de la rivière. Il est préférable d'avoir des vêtements qui protégeront vos jambes et vos mains dans ces circonstances.
- Il y a beaucoup de terriers de wombats et le sol peut être perturbé par des wombats.